# Championnat de Belgique de football de troisième division 2008-2009
Le championnat de football D3 2008-2009 est divisé en deux séries.

## Clubs et classements

### Division 3A
| 2007-2008 | Club                        | Ville                |
| --------- | --------------------------- | -------------------- |
| D2        | Royale Union Saint-Gilloise | Forest               |
| 2         | RAA Louviéroise             | La Louvière          |
| 3         | RRC Péruwelz                | Peruwelz             |
| 3 (D3B)   | WS Woluwe                   | Woluwe-Saint-Lambert |
| 4         | KRC Waregem                 | Waregem              |
| 6         | KSV Sottegem                | Zottegem             |
| 7         | Eendracht Alost             | Alost                |
| 9         | FCN Saint-Nicolas           | Saint-Nicolas        |
| 10        | Diegem Sport                | Diegem               |
| 11        | R. Boussu Dour Borinage     | Boussu               |
| 12        | KSV Audenarde               | Audenarde            |
| 13        | KS Wetteren                 | Wetteren             |
| D4        | SC Wielsbeke                | Wielsbeke            |
| D4        | URS Centre                  | Haine-Saint-Pierre   |
| D4        | KRC Gent-Zeehaven           | Gand                 |
| D4        | KV Woluwe-Zaventem          | Zaventem             |

#### Classement de la Division 3A
| Rang | Équipe                        | Pts | J  | G  | N | P  | Bp | Bc | Diff |
| ---- | ----------------------------- | --- | -- | -- | - | -- | -- | -- | ---- |
| 1    | KS Wetteren (V1) (V2) (V3)    | 64  | 30 | 19 | 7 | 4  | 68 | 30 | +38  |
| 2    | KV Woluwe-Zaventem P          | 60  | 30 | 18 | 6 | 6  | 46 | 22 | +24  |
| 3    | R. Boussu Dour Borinage       | 55  | 30 | 16 | 7 | 7  | 62 | 31 | +31  |
| 4    | Diegem Sport *                | 54  | 30 | 15 | 9 | 6  | 43 | 27 | +16  |
| 5    | KSV Sottegem *                | 45  | 30 | 13 | 6 | 11 | 35 | 30 | +5   |
| 5    | KSV Audenarde *               | 45  | 30 | 13 | 6 | 11 | 43 | 40 | +3   |
| 5    | URS Centre P *                | 45  | 30 | 13 | 6 | 11 | 56 | 45 | +11  |
| 8    | KRC Waregem                   | 45  | 30 | 12 | 9 | 9  | 40 | 37 | +3   |
| 9    | FCN Saint-Nicolas             | 43  | 30 | 13 | 4 | 13 | 55 | 44 | +11  |
| 10   | WS Woluwe                     | 39  | 30 | 11 | 6 | 13 | 44 | 45 | -1   |
| 11   | Eendracht Alost               | 38  | 30 | 10 | 8 | 12 | 38 | 50 | -12  |
| 12   | Royale Union Saint-Gilloise R | 33  | 30 | 8  | 9 | 13 | 39 | 43 | -4   |
| 13   | RAA Louviéroise **            | 28  | 30 | 8  | 4 | 18 | 36 | 61 | -25  |
| 14   | SC Wielsbeke *** P            | 27  | 30 | 7  | 6 | 17 | 40 | 58 | -18  |
| 14   | RRC Péruwelz ***              | 27  | 30 | 7  | 6 | 17 | 27 | 83 | -56  |
| 16   | KRC Gent-Zeehaven P           | 22  | 30 | 7  | 1 | 22 | 39 | 65 | -26  |

* L'URS Centre est qualifié pour le tour final car Diegem Sport, Sottegem et Audernarde n'ont pas la licence pour jouer en D2 (refus ou non-demande).
** Le RAA La Louvière disparait à la fin de la saison, radié en juin 2009.
***SC Wielsbeke et RRC Péruwelz étant a égalité de points et de victoires à la 14e place, un test-match déterminera lequel devra participer au tour final de Promotions pour espérer se maintenir et lequel sera relégué directement en Promotion.

#### Test-match pour la14eplace
RRC Péruwelz  3 - 1  SC Wielsbeke
Péruwelz disputera donc le tour final de Promotions et Wielsbeke est relégué en Promotion. Le club flandrien déposera réclamation (car ce barrage fut joué en une manche sur le terrain de Péruwelz et pas sur terrain neutre), obtiendra gain de cause et sera maintenu en D3.

### Division 3B
| 2007-2008 | Club                 | Ville       |
| --------- | -------------------- | ----------- |
| 2         | KV Turnhout          | Turnhout    |
| 4         | Cappellen FC         | Kapellen    |
| 5         | RCS Visé             | Visé        |
| 5 (D3A)   | KRC Malines          | Malines     |
| 6         | KFC Mol-Wezel        | Mol         |
| 7         | RRC Hamoir           | Hamoir      |
| 8         | Bocholt VV           | Bocholt     |
| 8 (D3A)   | Willebroek-Meerhof   | Willebroek  |
| 9         | KSK Tongres          | Tongres     |
| 10        | Dessel Sport         | Dessel      |
| 11        | RFC Sérésien         | Seraing     |
| 12        | Excelsior Veldwezelt | Veldwezelt  |
| 13        | RCS Verviers         | Verviers    |
| 14        | Union La Calamine    | La Calamine |
| D4        | Hoogstraten VV       | Hoogstraten |
| D4        | Rupel Boom           | Boom        |

#### Classement de la Division 3B
| Rang | Équipe                     | Pts | J  | G  | N  | P  | Bp | Bc | Diff |
| ---- | -------------------------- | --- | -- | -- | -- | -- | -- | -- | ---- |
| 1    | KV Turnhout (V1) (V2) (V3) | 67  | 30 | 21 | 4  | 5  | 50 | 18 | +32  |
| 2    | RCS Visé                   | 59  | 30 | 18 | 5  | 7  | 61 | 34 | +27  |
| 3    | KFC Mol-Wezel              | 51  | 30 | 16 | 3  | 11 | 51 | 50 | +1   |
| 4    | KRC Malines                | 51  | 30 | 14 | 9  | 7  | 55 | 44 | +11  |
| 5    | Willebroek-Meerhof         | 49  | 30 | 14 | 7  | 9  | 47 | 34 | +13  |
| 6    | Rupel Boom P               | 49  | 30 | 13 | 10 | 7  | 57 | 37 | +20  |
| 7    | Bocholt VV                 | 45  | 30 | 11 | 12 | 7  | 52 | 39 | +13  |
| 8    | Hoogstraten VV P           | 41  | 30 | 10 | 11 | 9  | 49 | 49 | 0    |
| 9    | Excelsior Veldwezelt       | 38  | 30 | 10 | 8  | 12 | 45 | 46 | -1   |
| 10   | RCS Verviers               | 35  | 30 | 9  | 8  | 13 | 34 | 38 | -4   |
| 11   | KSK Tongres                | 34  | 30 | 8  | 10 | 12 | 37 | 51 | -14  |
| 12   | R Cappellen FC             | 32  | 30 | 8  | 8  | 14 | 33 | 43 | -10  |
| 13   | Dessel Sport               | 30  | 30 | 9  | 3  | 18 | 37 | 57 | -20  |
| 14   | RRC Hamoir                 | 30  | 30 | 6  | 12 | 12 | 46 | 55 | -9   |
| 15   | RFC Sérésien               | 26  | 30 | 5  | 11 | 4  | 22 | 45 | -23  |
| 16   | Union La Calamine          | 19  | 30 | 4  | 7  | 19 | 26 | 62 | -36  |

## Tour final D3
Participants :
- D2: Olympic Charleroi (15e), Royal Excelsior Virton (16e) et VW Hamme (17e)
- D3A: KV Woluwe-Zaventem (2e), Royal Boussu Dour Borinage (3e) et URS Centre (5e ex aequo mais « repêchée »)
- D3B: RCS Visé (2e), KFC Mol-Wezel (3e) et KRC Malines (4e)

Initialement, la procédure prévoyait que les "vainqueurs de tranche" se départageraient avant d'affronter les barragistes de D2. Mais comme les deux champions (Wetteren et Turnhout) ont gagné les trois tranches de leur série respective, l'URBSFA a adapté le programme et surtout l'a allégé ! Il fut ainsi décidé que les deux clubs classé 4e de chaque série se disputeraient le huitième billet pour le tour final. Le KRC Malines et Diegem Sport devaient être ces deux cercles. Mais comme Diegem n'avait pas reçu la licence obligatoire pour évoluer en D2, la Fédération se reporta sur le suivant au classement: l'URS du Centre.
Notez que l'URS du Centre termina à égalité de points et de victoires avec Sottegem et Audenarde. Mais comme ces deux clubs n'avaient pas demandé de licence pour la D2, on évita un triple test-match !
Le tour préliminaire eut lieu les 7 et 10 mai et vit la qualification de l'URS Centre.
| |                             |                            | Score |        |                            |                             | Score |
| Tour préliminaire - Aller le jeudi 7 mai 20h / Retour le dimanche 10 mai 16h |                             |                            |       |        |                            |                             |       |
| Prélim Aller | KRC Malines                 | URS Centre                 | 1-1   | Retour | URS Centre                 | KRC Malines (D2)            | 3-1   |
| Le tour final proprement dit se dispute par matches à élimination directe: quarts, demis et enfin finale. Fait assez étonnant, sur les huit clubs engagés, il y a cinq Wallons et un Bruxellois pour deux Flamands. |                             |                            |       |        |                            |                             |       |
| Première journée - quarts de finale - Aller le jeudi 14 mai 19h / Retour le dimanche 17 mai 16h |                             |                            |       |        |                            |                             |       |
| Q1 Aller | VW Hamme (D2)               | URS Centre                 | 2-0   | Retour | URS Centre                 | VW Hamme (D2)               | 1-0   |
| Q2 Aller | Royal Excelsior Virton (D2) | KV Woluwe-Zaventem         | 2-1   | Retour | KV Woluwe-Zaventem         | Royal Excelsior Virton (D2) | 3-1   |
| Q3 Aller | Olympic Charleroi (D2)      | RCS Visé                   | 1-3   | Retour | RCS Visé                   | Olympic Charleroi (D2)      | 2-4   |
| Q4 Aller | KFC Mol-Wezel               | Royal Boussu Dour Borinage | 1-3   | Retour | Royal Boussu Dour Borinage | KFC Mol-Wezel               | 2-0   |
| Deuxième journée - demi-finales - Aller le jeudi 21 mai 19h / Retour le dimanche 24 mai 16h |                             |                            |       |        |                            |                             |       |
| D1 Aller | VW Hamme (D2)               | Royal Boussu Dour Borinage | 1-3   | Retour | Royal Boussu Dour Borinage | VW Hamme (D2)               | 1-0   |
| D2 Aller | KV Woluwe-Zaventem          | Olympic Charleroi (D2)     | 2-0   | Retour | Olympic Charleroi (D2)     | KV Woluwe-Zaventem          | 1-0   |
| Troisième journée - Match de classement - Une seule manche le dimanche 31 mai à 16h |                             |                            |       |        |                            |                             |       |
| 3/4 | Olympic Charleroi (D2)      | VW Hamme (D2)              | 3-1   |        |                            |                             |       |
| Troisième journée - FINALE - Aller le dimanche 31 mai à 16h/ retour le dimanche 7 juin à 16h |                             |                            |       |        |                            |                             |       |
| FIN Aller | KV Woluwe-Zaventem          | Royal Boussu Dour Borinage | 0-0   | Retour | Royal Boussu Dour Borinage | KV Woluwe-Zaventem          | 5-1   |

Le Royal Boussu Dour Borinage jouera en division 2 lors de la saison 2009-2010.

## Tour final Promotions
Ce tour final oppose les "vainqueurs de tranche" des 4 séries de Promotion (Division 4 belge). Si un vainqueur de tranche est champion de sa série, le suivant au classement général prend la place au Tour final.
|                                                 |                        |                            | Score |                 |
| Première journée - Samedi 9 et Dimanche 10 mai  |                        |                            |       |                 |
| 1                                               | R Entente Bertrigeoise | KSV Bornem                 | 1-0   |                 |
| 2                                               | Spouwen-Mopertingen    | KM Torhout                 | 0-1   |                 |
| 3                                               | R Sprimont CS          | K ESK Leopoldsburg         | 0-1   |                 |
| 4                                               | K SK Hasselt (*)       | K Sint-Eloois-Winkel Sport | 3-0   |                 |
| 5                                               | KSKL Ternat            | Dilbeek Sport              | 1-0   |                 |
| 6                                               | KVK Ypres              | RFC Huy                    | 3-0   |                 |
| Deuxième journée - Samedi 16 et Dimanche 17 mai |                        |                            |       |                 |
| 7                                               | KSKL Ternat            | RRC Péruwelz (D3)          | 3-0   |                 |
| 8                                               | R Entente Bertrigeoise | KM Torhout                 | 1-1   | Tirs au but 4-5 |
| 9                                               | K SK Hasselt (*)       | K ESK Leopoldsburg         | 2-0   |                 |
| 10                                              | RRC Hamoir (D3)        | KVK Ypres                  | 0-0   | Tirs au but 2-4 |

(*) anciennement KS Kermt-Hasselt
Les quatre vainqueurs cette deuxième journée montent (ou se maintiennent) en Division 3. Les quatre perdants s'affrontent pour bénéficier d'éventuelle(s) place(s) qui se libéreraient (fusion, radiation, etc.).
|                                                              |                        |                        | Score |                 |
| Demi-finales du repêchage - Samedi 23 et Dimanche 24 mai     |                        |                        |       |                 |
| 11                                                           | R Entente Bertrigeoise | RRC Hamoir (D3)        | 1-0   |                 |
| 12                                                           | RRC Péruwelz (D3)      | K ESK Leopoldsburg     | 1-0   |                 |
| Match pour la troisième place de repêchage - Dimanche 31 mai |                        |                        |       |                 |
| 13                                                           | RRC Hamoir (D3)        | K ESK Leopoldsburg     | 1-1   | Tirs au but 5-4 |
| Finale du repêchage - Samedi 30 mai                          |                        |                        |       |                 |
| 14                                                           | RRC Péruwelz (D3)      | R Entente Bertrigeoise | 3-1   |                 |

## Récapitulatif la saison
- Champion A: K. Standaard Wetteren (1er titre de D3)[1]
- Champion B: KV Turnhout (4e titre de D3)[1]
- 'Quarante-quatrième titre de D3 pour la Province d'Anvers
- Vingt-huitiième titre de D3 pour la Province de Flandre orientale

| Région flamande (0)             | Région flamande (0) | Province de Brabant (0)      | Province de Brabant (0) | Région wallonne (0)    | Région wallonne (0) |
| ------------------------------- | ------------------- | ---------------------------- | ----------------------- | ---------------------- | ------------------- |
| Province d'Anvers               | 0                   | Région de Bruxelles-Capitale | 0                       | Province de Hainaut    | 0                   |
| Province de Flandre-Occidentale | 0                   | Province du Brabant flamand  | 0                       | Province de Liège      | 0                   |
| Province de Flandre-Orientale   | 0                   | Province du Brabant wallon   | 0                       | Province de Luxembourg | 0                   |
| Province de Limbourg            | 0                   |                              |                         | Province de Namur      | 0                   |

1. ↑  Au niveau footballistique, la province de Brabant est toujours unitaire malgré sa partition territoriale en 1995.

### Admission / Relégation
Les deux champions, le K. Standaard Wetteren et le KV Turnhout sont promus en Division 2 où ils remplacent les deux relégués d'office que sont le KM SK Deinze et l'UR Namur.
Le Royal Boussu Dour Borinage est promu en D3 via le tour final.
Le R. Olympic CCM, K. FC Vigor Wuitens Hamme et le R. Excelsior Virton sont relégués de D2 via le tour final.